# Louis Littlepage
Louis Littlepage (ur. 19 grudnia 1762 w hrabstwie Hanover w stanie Wirginia, 19 lipca 1802) – Amerykanin, dyplomata w służbie króla Polski, szambelan Stanisława Augusta Poniatowskiego w 1787 roku
Littlepage przebywał w Polsce od 1784 roku, szybko znajdując posadę na dworze królewskim, gdzie został sekretarzem. W 1786 otrzymał rangę szambelana. Poniatowski wysłał go także na misje dyplomatyczne, m.in. do Rosji, Francji, Turcji, Włoch i Hiszpanii. Przez pewien czas, gdy Poniatowski nie mógł mu wypłacić pensji, współpracował z ambasadą rosyjską, ale później odmówił dalszej współpracy; uważał się za bardzo lojalnego w stosunku do Poniatowskiego, chciał mu towarzyszyć w wygnaniu (czego zakazała mu w liście caryca Katarzyna), został w Europie do czasu śmierci Poniatowskiego. Zmarł wkrótce po powrocie do Stanów.
W 1790 został kawalerem Orderu Świętego Stanisława.